# Konstancja Żwanowa
Konstancja z Cichockich Żwanowa (ur. 1768 w Warszawie, zm. 15 czerwca 1844 w Dolsku) – nieślubna córka króla polskiego Stanisława Augusta Poniatowskiego i Magdaleny Agnieszki Lubomirskiej, żony Aleksandra Michała Sapiehy.

## Życiorys
Wraz z młodszym bratem Michałem została wychowana przez warszawskich kupców Piotra i Dorotę Petersów. Początkowo nazywała się Rużycka, następnie przyjęła nazwisko opiekunów, zaś 1 maja 1778 wraz z bratem została ochrzczona w parafii Świętego Andrzeja w Warszawie pod nazwiskiem Cichocka. Matka Konstancji wspomagała ją i jej brata finansowo aż do swojej śmierci w 1780. 19 stycznia 1783 w parafii Świętego Andrzeja w Warszawie Konstancja wyszła za mąż za starostę wrębskiego i pułkownika wojsk koronnych Karola Żwana (Szwana). W 1792 Konstancja urodziła syna Kazimierza, późniejszego pułkownika i malarza. Jej małżeństwo zakończyło się rozwodem. W 1810 została matką chrzestną Konstancji Gładkowskiej, późniejszej młodzieńczej miłości kompozytora Fryderyka Chopina.
Konstancja z Cichockich Żwanowa zmarła 15 czerwca 1844 we wsi Dolsk na Wołyniu, a jej pogrzeb odbył się 17 czerwca tegoż roku na cmentarzu parafialnym w okolicy Turzyska.